# Фоса (притока Роставиці)
Фоса — річка в Україні, у Козятинському районі Вінницької області. Права притока Роставиці (басейн Дніпра).

## Опис
Довжина річки 10 км. Формується з багатьох безіменних струмків та водойм. Площа басейну 35 км2.

## Розташування
Бере початок у Блажіївці. Тече переважно на північний схід через Дубові Махаринці і у Журбинці впадає у річку Роставицю, ліву притоку Росі.